# Андрей Симбирский
Андре́й Симби́рский (Андрей Ильич Огородников; 1763—1841, Симбирск) — православный христианский святой, блаженный, Христа ради юродивый. Включён в Собор Симбирских святых.
Память в Православной церкви — 21 мая (3) июня и 10 декабря.

## Жизнеописание
Родился 4 (15) июля 1763 года в городе Симбирске (ныне Ульяновск) в семье бедных и набожных мещан Ильи Ивановича и Анны Иосифовны Огородниковых. Назван в честь святителя Андрея Критского.

Лик святого Андрея Симбирского на вратах храма в честь всех Новомучеников и исповедников Симбирской земли в Спасском монастыре.

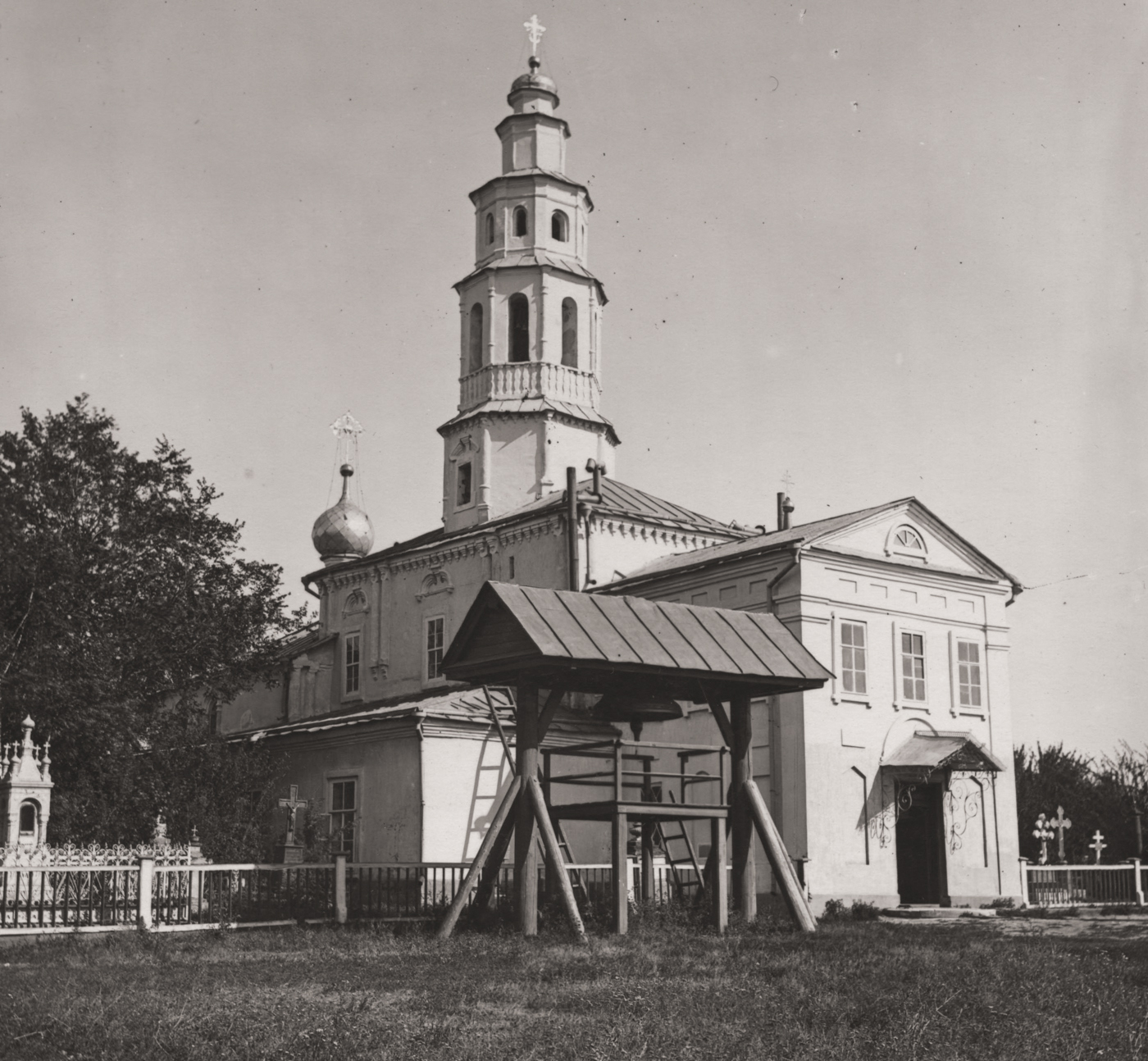
Благовещенская церковь Покровского монастыря (Симбирск, фото 1917). Слева - могила св. блаженного Андрея Огородникова, разрушенная в 1930-е гг.

Его отец и мать были христианами, они воспитывали детей в православной вере. Андрей в младенчестве был очень болезненным, едва передвигался с посторонний помощью, был немым, мог говорить только два слова — «мама» да «Анна». Со временем начал самостоятельно ходить. С семи лет Андрей носил только длинные рубахи, ходил без обуви и головного убора, взял на себя подвиг постничества и подвиг молчания. В продолжении всей своей жизни он питался лишь хлебом и сухими ягодами, по праздникам — чаем с мёдом. «Общался» только с помощью жестов и отдельных звуков, при том он не был лишён дара речи.
Блаженный Андрей Симбирский возвысился своим строгим подвижничеством и чистым сердцем. Он не отказывал в исцелении страждущих, молился за них день и ночь. Возвращал здоровье, давая съесть больному кусок поданного ему ранее хлеба. Блаженный обладал даром пророчества, свои пророчества он показывал жестами. Андрей смиренно и кротко переносил все поношения, издевательства, а то и побои. Это вызывало растерянность обидчиков, а иногда и вразумление о подвиге блаженного. Когда же началась война 1812 года и многие симбиряне, желая узнать о судьбе своих близких-воинов, поехали к прозорливым старцам, и в том числе к преподобному Серафиму Саровскому, неожиданно услышали: «Что приходите ко мне, убогому? У вас лучше меня есть — ваш Андрей Ильич».
28 ноября (10 декабря) 1841 года святой преставился ко Господу. На его отпевание пришло множество горожан. По описанию очевидцев, при выносе и погребении блаженного «только тот из жителей города оставался в своём доме, кому не было возможности сделать ни одного шага. Даже закоренелые раскольники разных сект присутствовали в церкви во время литургии и с благоговением проводили гроб до места погребения». За шесть суток прощания с покойным тление не коснулось его останков. Погребён на кладбище Симбирского Покровского мужского монастыря.

## Обретение святых мощей и почитание
В конце 1920-х — начале 1930-х годов могила старца была засыпана. Десятилетия он находилась под слоем битого кирпича, щебня, асфальта.
Православные симбиряне приходили к блаженному Андрею на место, где было кладбище Покровского монастыря и сама обитель.
5 сентября 1991 года в результате поисковых работ, организованных Ульяновским епархиальным управлением, был обнаружен и раскопан склеп Андрея Блаженного.
3 июня 1998 году блаженный Андрей был канонизирован как местночтимый святой.
5 октября 2004 году на Архиерейском соборе был прославлен в лике святых Русской православной церкви (РПЦ).
Сегодня святые мощи блаженного Андрея, Христа ради юродивого, покоятся в специальной раке справа от алтаря в Спасо-Вознесенском кафедральном соборе в Ульяновске (Симбирск).

## Память

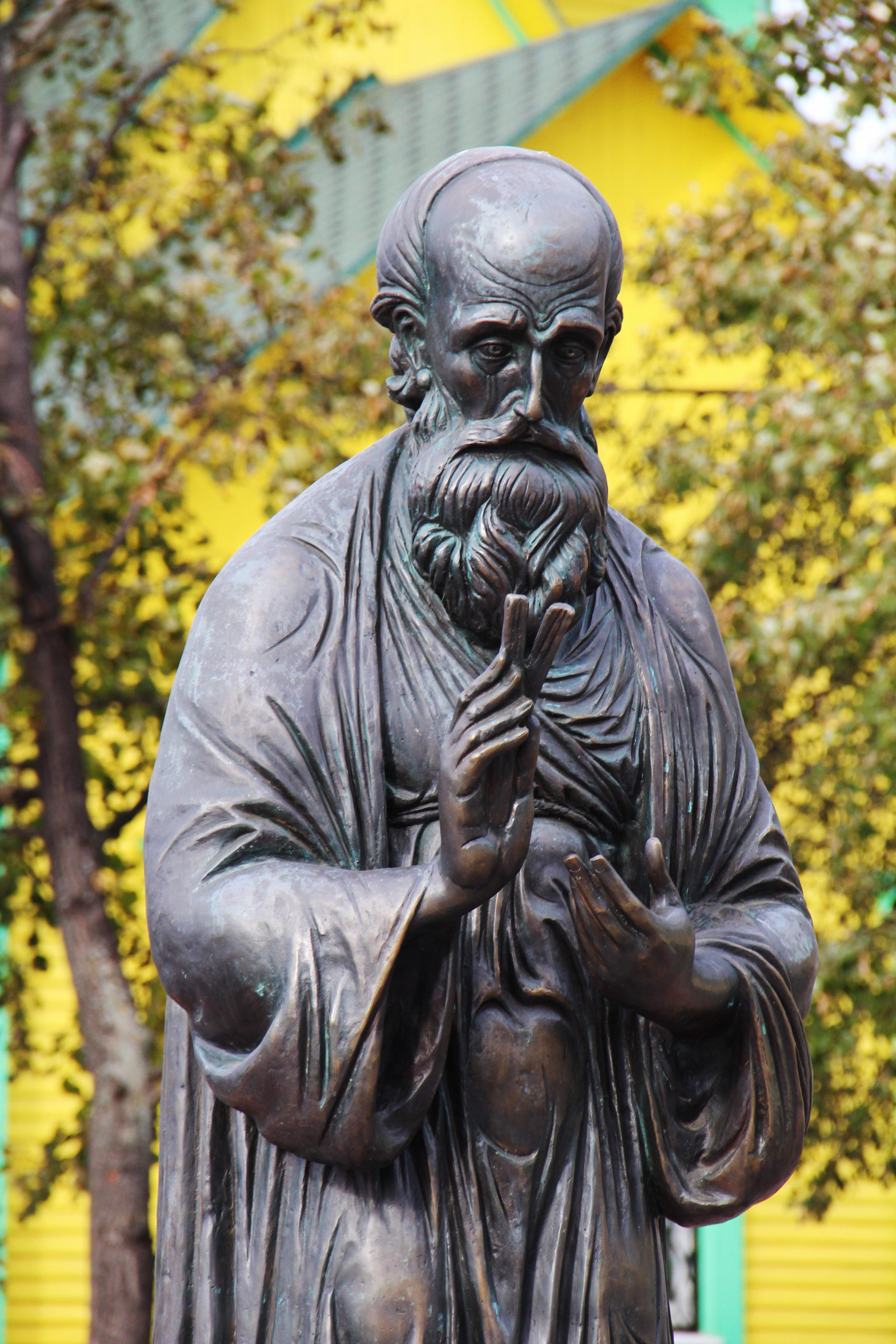
Памятник Андрею Блаженному, скульптор Игорь Смиркин

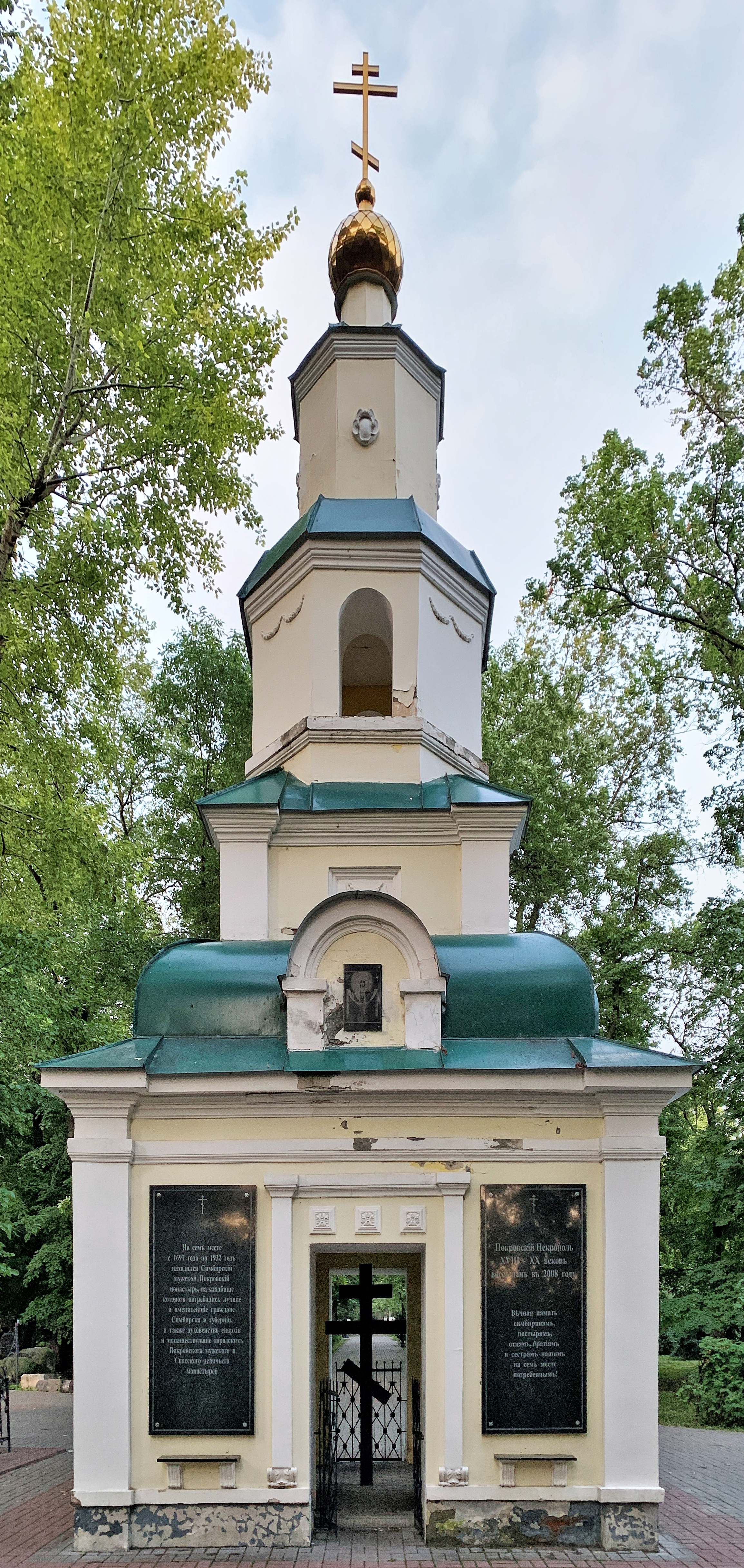
Часовня Андрея Симбирского в Ульяновске.

- В 1994 году была заложена Часовня-памятник, на месте срытого в советские годы кладбища бывшего Покровского монастыря. Освящена 12.06.2008 году[4][5].
- 5 февраля 2015 года на территории Спасо-Вознесенского собора в Ульяновске установлен памятник Андрею Симбирскому (скульптор Игорь Смиркин).
- В Ульяновске в честь Андрея Блаженного названа улица (бывшая улица Панская, Энгельса).
- 9 июня 2009 года, на здании, где находилась хижина, в которой жил Андрей Блаженный, открыта мемориальная доска с барельефом.
- На вратах храма в честь всех Новомучеников и исповедников Симбирской земли в Спасском монастыре есть лик святого Андрея Симбирского.
- 31 мая 2014 года прошёл турнир по боевому самбо, посвящённый дню памяти святого блаженного Андрея Симбирского[6].

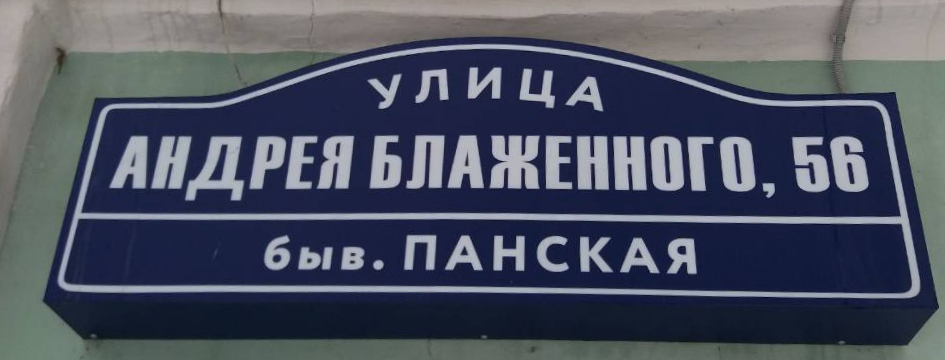
Табличка на улице Андрея Блаженного.
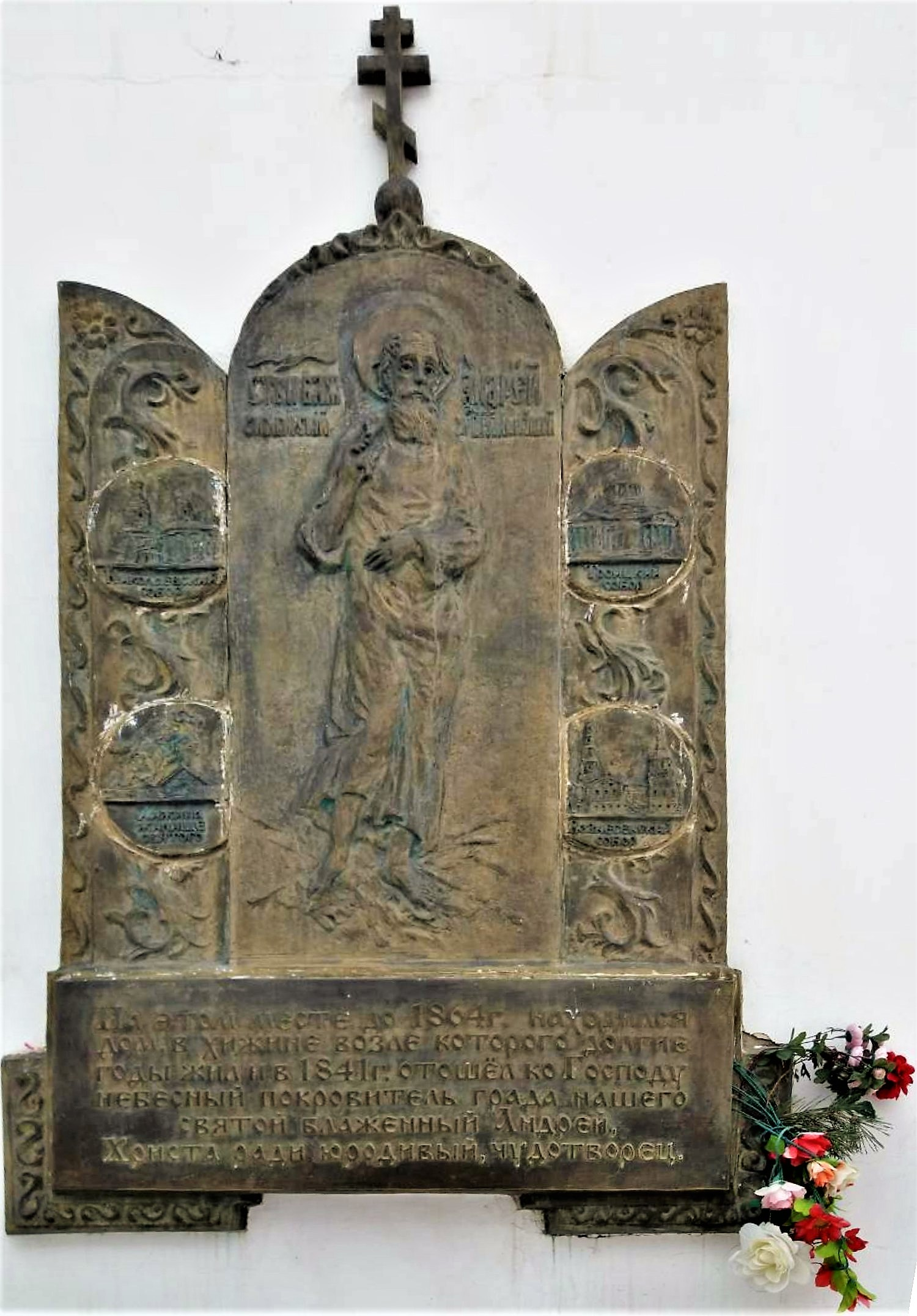
Мемориальная доска Андрею Блаженному, где находилась его хижина.
Место погребения Андрея Симбирского.